# Ryunosuke Haga
Ryunosuke Haga, född den 28 april 1991 i Nobeoka, är en japansk judoutövare.
Han tog OS-brons i de olympiska judo-turneringarna vid olympiska sommarspelen 2016 i Rio de Janeiro i herrarnas halv tungvikt..